# Liste der Beiträge für den besten fremdsprachigen Film für die Oscarverleihung 2007
Die folgenden 83 Filme, alle aus verschiedenen Ländern, waren Vorschläge in der Kategorie Bester fremdsprachiger Film für die Oscarverleihung 2007. Die hervorgehobenen Titel waren die fünf letztendlich nominierten Filme.
Zum ersten Mal wurde in diesem Jahr ein Vorschlag aus Aserbaidschan unterbreitet. 
Der Oscar ging letztlich an Das Leben der Anderen, den Beitrag aus Deutschland von Florian Henckel von Donnersmarck. 

## Beiträge
| Land                    | Deutscher Verleihtitel             | Originaltitel                                   | Sprache(n)                         | Regisseur(e)                               | Ergebnis        |
| ----------------------- | ---------------------------------- | ----------------------------------------------- | ---------------------------------- | ------------------------------------------ | --------------- |
| Ägypten                 | The Yacoubian Building             | عمارة يعقوبيان (Omaret Yakobean)                | Arabisch                           | Marwan Hamed                               | Nicht nominiert |
| Algerien                | Tage des Ruhms                     | بلديون (Indigènes)                              | Arabisch                           | Rachid Bouchareb                           | Nominiert       |
| Argentinien             | Eine Tradition der Familie         | Derecho de familia                              | Spanisch                           | Daniel Burman                              | Nicht nominiert |
| Australien              | 10 Kanus, 150 Speere und 3 Frauen  | Ten Canoes                                      | Australisch, Englisch              | Rolf de Heer                               | Nicht nominiert |
| Bangladesch             | Nirontor                           | নিরন্তর (Nirontor)                                | Bengalisch                         | Abu Sayeed                                 | Nicht nominiert |
| Belgien                 | Een ander zijn geluk               | Een ander zijn geluk                            | Niederländisch                     | Fien Troch                                 | Nicht nominiert |
| Bolivien                | American Visa                      | American Visa                                   | Spanisch                           | Juan Carlos Valdivia                       | Nicht nominiert |
| Bosnien und Herzegowina | Esmas Geheimnis – Grbavica         | Grbavica                                        | Bosnisch                           | Jasmila Žbanić                             | Nicht nominiert |
| Brasilien               | Kino, Aspirin und Geier            | Cinema, Aspirinas e Urubus                      | Deutsch, Portugiesisch             | Marcelo Gomes                              | Nicht nominiert |
| Bulgarien               | Affen im Winter                    | Maimuni prez zimata                             | Bulgarisch                         | Milena Andonowa                            | Nicht nominiert |
| Chile                   | Im Bett                            | En la cama                                      | Spanisch                           | Matías Bize                                | Nicht nominiert |
| Volksrepublik China     | Der Fluch der goldenen Blume       | 满城尽带黄金甲 (Mǎnchéng Jìndài Huángjīnjiǎ)    | Mandarin                           | Zhang Yimou                                | Nicht nominiert |
| Dänemark                | Nach der Hochzeit                  | Efter brylluppet                                | Dänisch, Hindi, Schwedisch         | Susanne Bier                               | Nominiert       |
| Deutschland             | Das Leben der Anderen              | Das Leben der Anderen                           | Deutsch                            | Florian Henckel von Donnersmarck           | Gewonnen        |
| Finnland                | Lichter der Vorstadt               | Laitakaupungin valot                            | Finnisch, Russisch                 | Aki Kaurismäki                             | Zurückgezogen   |
| Frankreich              | Ein perfekter Platz                | Fauteuils d'orchestre                           | Französisch                        | Danièle Thompson                           | Vorauswahl      |
| Griechenland            | I horodia tou haritona             | Η χορωδία του Χαρίτωνα (I horodia tou haritona) | Griechisch                         | Grigoris Karantinakis                      | Nicht nominiert |
| Hongkong                | Der Ruf des Kaisers                | 夜宴 (Yè Yàn)                                   | Mandarin                           | Feng Xiaogang                              | Nicht nominiert |
| Indien                  | Rang De Basanti – Die Farbe Safran | रंग दे बसंती (Rang De Basanti)                      | Hindi                              | Rakeysh Omprakash Mehra                    | Nicht nominiert |
| Indonesien              | Berbagi suami                      | Berbagi suami                                   | Indonesisch                        | Nia Dinata                                 | Nicht nominiert |
| Irak                    | Ahlaam                             | أحلام (Ahlaam)                                  | Arabisch                           | Mohamed al-Daradji                         | Nicht nominiert |
| Iran                    | Café Transit                       | Café Transit                                    | Griechisch, Persisch, Türkisch     | Kambuzia Partovi                           | Nicht nominiert |
| Island                  | Kinder                             | Börn                                            | Isländisch                         | Ragnar Bragason                            | Nicht nominiert |
| Israel                  | Sweet Mud – Im Himmel gefangen     | אדמה משוגעת (Adama Meshuga'at)                  | Französisch, Hebräisch             | Dror Shaul                                 | Nicht nominiert |
| Italien                 | Golden Door                        | Nuovomondo                                      | Italienisch                        | Emanuele Crialese                          | Nicht nominiert |
| Japan                   | Hula Girls                         | フラガール (Hura Gāru)                          | Japanisch                          | Lee Sang-il                                | Nicht nominiert |
| Kanada                  | Water                              | Water                                           | Hindi                              | Deepa Mehta                                | Nominiert       |
| Kasachstan              | Nomad – The Warrior                | Көшпенділер (Kôshpendiler)                      | Kasachisch                         | Sergei Bodrow, Talgat Temenov, Ivan Passer | Nicht nominiert |
| Kirgisistan             | Kirgisische Mitgift                | Сундук предков (Sunduk predkov)                 | Französisch, Kirgisisch            | Nurbek Egen                                | Nicht nominiert |
| Kolumbien               | Soñar no Cuesta Nada               | Soñar no cuesta nada                            | Spanisch                           | Rodrigo Triana                             | Nicht nominiert |
| Kroatien                | Libertas                           | Libertas                                        | Italienisch, Serbokroatisch        | Veljko Bulajić                             | Nicht nominiert |
| Kuba                    | El Benny                           | El Benny                                        | Spanisch                           | Jorge Luis Sánchez                         | Nicht nominiert |
| Libanon                 | Bosta                              | بوسطة (Bosta)                                   | Arabisch                           | Philippe Aractingi                         | Nicht nominiert |
| Litauen                 | Vor dem Flug zur Erde              | Prieš parskrendant į žemę                       | Litauisch, Russisch                | Arūnas Matelis                             | Nicht nominiert |
| Luxemburg               | Your Name Is Justine               | Masz na imie Justine                            | Deutsch, Polnisch                  | Franco de Peña                             | Disqualifiziert |
| Marokko                 | La symphonie marocaine             | La symphonie marocaine                          | Arabisch                           | Kamal Kamal                                | Nicht nominiert |
| Mazedonien              | Kontakt                            | Kontakt                                         | Deutsch, Mazedonisch               | Sergej Stanojkovski                        | Nicht nominiert |
| Mexiko                  | Pans Labyrinth                     | El laberinto del fauno                          | Spanisch                           | Guillermo del Toro                         | Nominiert       |
| Nepal                   | Basain                             | Basain                                          | Nepali                             | Subash Gajurel                             | Nicht nominiert |
| Niederlande             | Black Book                         | Zwartboek                                       | Niederländisch, Hebräisch, Deutsch | Paul Verhoeven                             | Vorauswahl      |
| Norwegen                | Auf Anfang                         | Reprise                                         | Norwegisch                         | Joachim Trier                              | Nicht nominiert |
| Österreich              | Spiele Leben                       | Spiele Leben                                    | Deutsch                            | Antonin Svoboda                            | Nicht nominiert |
| Peru                    | Madeinusa                          | Madeinusa                                       | Spanisch                           | Claudia Llosa                              | Nicht nominiert |
| Philippinen             | Ang Pagdadalaga ni Maximo Oliveros | Ang Pagdadalaga ni Maximo Oliveros              | Filipino, Tagalog                  | Auraeus Solito                             | Nicht nominiert |
| Polen                   | Z odzysku                          | Z odzysku                                       | Polnisch, Russisch                 | Sławomir Fabicki                           | Nicht nominiert |
| Portugal                | Alice                              | Alice                                           | Portugiesisch                      | Marco Martins                              | Nicht nominiert |
| Puerto Rico             | Ladrones y mentirosos              | Ladrones y mentirosos                           | Spanisch                           | Ricardo Méndez Matta                       | Nicht nominiert |
| Rumänien                | Wie ich das Ende der Welt erlebte  | Cum mi-am petrecut sfârșitul lumii              | Rumänisch                          | Catalin Mitulescu                          | Nicht nominiert |
| Russland                | Neunte Kompanie                    | 9 рота (9 rota)                                 | Russisch                           | Fjodor Bondartschuk                        | Nicht nominiert |
| Schweden                | Farväl Falkenberg                  | Farväl Falkenberg                               | Schwedisch                         | Jesper Ganslandt                           | Nicht nominiert |
| Schweiz                 | Vitus                              | Vitus                                           | Schweizerdeutsch                   | Fredi M. Murer                             | Vorauswahl      |
| Serbien                 | Sutra ujutro                       | Сутра ујутру (Sutra ujutro)                     | Serbokroatisch                     | Oleg Novković                              | Nicht nominiert |
| Slowenien               | Von Grab zu Grab                   | Odgrobadogroba                                  | Slowenisch                         | Jan Cvitkovič                              | Nicht nominiert |
| Spanien                 | Volver – Zurückkehren              | Volver                                          | Spanisch                           | Pedro Almodóvar                            | Vorauswahl      |
| Südkorea                | The King and the Clown             | 왕의 남자 (Wang-ui namja)                       | Koreanisch                         | Lee Jun-ik                                 | Nicht nominiert |
| Taiwan                  | Shen hai                           | 深海 (Shen hai)                                 | Mandarin, Taiwanisch               | Chen Wen-Tang                              | Nicht nominiert |
| Thailand                | Ahingsa-Jikko mee gam              | อหิงสา จิ๊กโก๋ มีกรรม (Ahingsa-Jikko mee gam)        | Thailändisch                       | Kittikorn Liasirikun                       | Nicht nominiert |
| Tschechien              | Šílení                             | Šílení                                          | Tschechisch                        | Jan Švankmajer                             | Nicht nominiert |
| Türkei                  | Ice Cream, I Scream                | Dondurmam Gaymak                                | Türkisch                           | Aksu                                       | Nicht nominiert |
| Ukraine                 | Avrora                             | Аврора (Avrora)                                 | Russisch, Ukrainisch               | Oksana Bajrak                              | Nicht nominiert |
| Ungarn                  | Fehér Tenyér                       | Fehér Tenyér                                    | Ungarisch, Russisch                | Szabolcs Hajdu                             | Nicht nominiert |
| Venezuela               | Maroa                              | Maroa                                           | Spanisch                           | Solveig Hoogesteijn                        | Nicht nominiert |
| Vietnam                 | Paos Geschichte                    | Chuyen cua Pao                                  | Vietnamesisch                      | Ngô Quang Hải                              | Nicht nominiert |